# Pachyonomastus kittenbergeri
Pachyonomastus kittenbergeri là một loài nhện trong họ Salticidae.
Loài này thuộc chi Pachyonomastus. Pachyonomastus kittenbergeri được Lodovico di Caporiacco miêu tả năm 1947.